# Heinrich Rievel
Heinrich Wilhelm Ludwig Rievel (* 22. September 1866 in Hannover; † 15. Dezember 1926 ebenda) war ein deutscher Veterinärmediziner und Hochschullehrer.

## Leben
Heinrich Rievel war Sohn eines Lokomotivführers und Absolvent des Leibniz-Realgymnasiums in Hannover. Nach dem Studium der Tiermedizin von 1885 bis 1888 an der „Königlichen Thierarzneischule“ in Hannover, die 1887 zur „Königlichen thierärztlichen Hochschule Hannover“ erhoben wurde, praktizierte er zunächst als Tierarzt in Othfresen am Harz. Im Jahr 1891 kehrte er als Stipendiat an das  Anatomischen Institut seiner Hochschule zurück, 1892 wurde er Assistent im dortigen Pathologischen Institut.
1893 ging er als kommissarischer Kreistierarzt nach Marburg; hier erfolgte 1895 die Ernennung zum Königlichen Kreistierarzt. An der dortigen Universität wurde er 1896 mit der am Zoologischen Institut der Philosophischen Fakultät erstellten Dissertation Die Regeneration des Vorderdarmes und Enddarmes bei einigen Anneliden zum Dr. phil. promoviert.
Im Jahr 1900 folgte er zunächst als kommissarischer Lehrer der Pharmakologie und Leiter der Spitalklinik für kleine Haustiere einem Ruf an die Tierärztliche Hochschule Hannover, wo er noch im selben Jahr zum Professor ernannt wurde; schon 1901 erhielt er dann den  Lehrstuhl für pathologische Anatomie und Fleischbeschau. Im Jahr 1907 wurde er beim „Veterinärmedizinischen Kollegium“ der Medizinischen Fakultät der Universität Gießen mit einer Arbeit zum Thema Fettinfiltration und Fettdegeneration zum Dr. med. vet. promoviert; die deutschen tierärztlichen Hochschulen erhielten das Promotionsrecht erst 1910.
Rievels wissenschaftliche Schwerpunkte – bei gleichzeitiger Verfolgung vielfältiger Forschungsinteressen – lagen in der Pathologie und Lebensmittelkunde. Besonders widmete er sich der Milchkunde, zu deren Mitbegründern er zählt und die er 1919 als Lehrfach in Hannover einführte. Er verfasste ein Handbuch zu diesem Fachgebiet, das mehrere Auflagen erlebte (s. Schriften).
Von 1919 bis 1921 war Heinrich Rievel Rektor seiner Hochschule.

## Sonstiges
Am 30. Dezember 1897 ist Heinrich Rievel in die Marburger Freimaurerloge Marc Aurel zum flammenden Stern aufgenommen worden. – Während seiner Zeit in Marburg heiratete er 1897 Charlotte Könecke aus Braunschweig. Er starb nach einem Kuraufenthalt im Schwarzwald an Lungentuberkulose.
Er ist nicht zu verwechseln mit dem gleichnamigen ehemaligen Fleischforscher an der Bundesanstalt für Fleischforschung in Kulmbach, nach welchem die von der Förderergesellschaft für Fleischforschung vergebene Professor-Dr.-Heinrich-Rievel-Medaille benannt ist.

## Schriften (Auswahl)
- Die Regeneration des Vorderdarmes und Enddarmes bei einigen Anneliden. Diss. phil.; Univ. Marburg 1896. Publiziert in: Zeitschrift für wissenschaftliche Zoologie 62/2 (1896), S. 289–341.
- Fettinfiltration und Fettdegeneration. Diss. med. vet.; Univ. Gießen 1907.
- Handbuch der Milchkunde, M. & H. Schaper, Hannover 1907; 2. neubearb. Aufl., Schaper, Hannover 1910; 3. neubearb. Aufl., Schaper, Hannover 1926.
- Möller, Albert: Fleisch- und Nahrungsmittel-Kontrolle. Ein Lehrbuch. Hrsg. v. Heinrich Rievel, 2 Bände, Schaper, Hannover 1921, 1923.

## Ehrenämter, Mitgliedschaften und Ehrungen
- Mitglied der Internationalen Vereinigung für Krebsforschung
- ordentliches Mitglied im Landesveterinäramt Hannover
- Mitglied der Prüfungskommission für Kreistierärzte
- Mitglied des Reichsgesundheitsrates.
- Die Heinrich-Rievel-Straße im Bereich des Campus der Tierärztlichen Hochschule Hannover ist nach ihm benannt. Er war Träger zahlreicher Orden, wie auf einer Porträtfotografie Rievels zu sehen ist.[2]